# ŽKK Spartak Subotica
ŽKK Spartak je srbijanski ženski košarkaški klub iz Subotice. Sjedište je na adresi Sep Ferenca 3, Subotica. 
Veliki uspjeh Spartak je ulazak u poluzavršnicu doigravanja srbijanske lige 2008. godine. Iste godine došle su do poluzavršnice kupa Srbije.

## Današnji sastav
Beljanski Milica (krilo), Emeše Vida (centar), Grahovac Danijela, Ivić Milica, Kekezović Dragana (bek), Kosanović Ivana, Kovačević Jovana, Pejović Kristina, Popov Milica, Suturović Szanela, Škrbić Jelena, Veselinović Jovana i Nataša Zolotić. Trener: Stojanka Došić.

## Poznate igračice
- Dunja Prćić
- Iva Prćić

## Vanjske poveznice
- ŽKK Spartak  Arhivirana inačica izvorne stranice od 23. ožujka 2012. (Wayback Machine)